# ファン・フランシスコ・エストラーダ
ファン・フランシスコ・エストラーダ・ロメロ（Juan Francisco Estrada、1990年4月14日 - ）は、メキシコのプロボクサー。ソノラ州プエルト・ペニャスコ出身。元WBAスーパー・WBC世界スーパーフライ級王者。元WBAスーパー・WBO世界フライ級統一王者。世界2階級制覇王者。

## 来歴
2008年8月30日、ソノラ州エルモシージョのエキスポ・フォルムでセルヒオ・チャベスと対戦し、3-0の判定勝ちを収めデビュー戦を白星で飾った。
2010年10月2日、プエルト・ペニャスコにあるペニャスコ・デル・ソルにて、マヌエル・アルメンダリスとWBCムンドヒスパノスーパーフライ級王座決定戦で対戦し、2回TKO勝ちで王座獲得に成功した。
2011年5月14日、シナロア州ロスモチスにて、ファン・カルロス・サンチェス・ジュニアと対戦。初回にダウンを奪われ、8回にダウンを奪い返して追い上げるも、プロ初黒星となる0-3の判定負けを喫した。
2012年11月17日、アメリカデビュー戦となった試合をカリフォルニア州ロサンゼルスのロサンゼルス・スポーツ・アリーナで、WBA世界ライトフライ級王者ローマン・ゴンサレスに挑戦。初回から手数の多さのエストラーダと的確なパンチを放つゴンサレスの両者の持ち味が出た好試合となるが、結局判定までもつれ、0-3の判定負けを喫した。

### フライ級
2013年4月6日、マカオのザ・ベネチアン・マカオ内にあるコタイ・アリーナで、WBAスーパー・WBO世界フライ級王者のブライアン・ビロリアに挑戦。2-1の判定勝ちで、世界王座2度目の挑戦にして、WBAスーパー王座、WBO王座獲得に成功した。
2013年7月27日、マカオのザ・ベネチアン・マカオ内にあるコタイ・アリーナにて、WBA世界フライ級9位でWBO同級1位のミラン・メリンドと対戦し、12回3-0（117-109、2者が118-109）の判定勝ちを収め、WBAスーパー王座とWBO王座の初防衛に成功した。
2014年4月26日、プエルト・ペニャスコのセントロ・デ・コンベンシオネス・プエルト・ペニャスコでWBO世界フライ級10位のリッチー・メプラナムと対戦し、9回終了TKO勝ちを収めのWBAスーパー王座とWBO王座2度目の防衛に成功した。
2014年9月6日、メキシコシティのアレナ・シウダ・デ・メヒコで元WBAスーパー・WBO世界ライトフライ級王者でWBO世界フライ級1位のジョバンニ・セグラと対戦し、11回1分33秒TKO勝ちを収めWBAスーパー王座とWBO王座の3度目の防衛に成功した。
2014年12月6日、ソノラ州エルモシージョのセントロ・デ・ウソス・ムルティプレスでWBA世界フライ級9位でWBO同級8位のジョーバート・アルバレスと当初はWBAとWBO王座の防衛戦の予定だったが、WBAがタイトルマッチとして認定しなかったためノンタイトルのフライ級10回戦として対戦し、10回3-0（98-92、2者が99-91）の判定勝ちを収めた。
2015年3月28日、ユカタン州メリダのポリフォルム・サムナでWBA世界フライ級15位でWBO同級12位のロンメル・アセンホと対戦し、3回43秒TKO勝ちを収めWBAスーパー王座の4度目の防衛、WBO王座の4度目の防衛に成功した。
2015年9月26日、プエルト・ペニャスコのセントロ・デ・コンベンシオネス・プエルト・ペニャスコでWBA世界フライ級3位でWBO同級3位のエルナン・マルケスと対戦し、10回2分16秒KO勝ちを収めWBAスーパー王座とWBO王座の5度目の防衛に成功した。
2016年7月17日、WBAはスーパー王者のファン・フランシスコ・エストラーダとレギュラー王者の井岡一翔に対し、団体内王座統一戦を行うよう指令を出した。

### スーパーフライ級
2016年9月14日、エストラーダはスーパーフライ級に転向するために、WBA世界フライ級スーパー王座を返上し、15日にWBO世界フライ級王座を返上した。
2017年3月11日、メキシコシティのアレナ・シウダ・デ・メヒコでアヌアル・サラスとWBC世界スーパーフライ級シルバー王座決定戦を行い、5回KO勝ちを収め王座獲得に成功した。
2017年4月4日、WBCはカルロス・クアドラスとファン・フランシスコ・エストラーダに対し、WBC世界スーパーフライ級暫定王座決定戦を行うよう指令を出した。また、この試合の勝者はローマン・ゴンサレス対シーサケット・ソー・ルンヴィサイの勝者との対戦を義務付けられた。
2017年9月9日、カリフォルニア州カーソンの スタブハブ・センター・テニスコートで行われた「SUPER FLY」にてローマン・ゴンザレス対シーサケット・ソー・ルンヴィサイ第二戦の前座で、元WBC世界スーパーフライ級王者でWBC世界同級2位のカルロス・クアドラスとWBC世界同級挑戦権決定戦を行い、12回3-0（3者共114-113）の判定勝ちを収め王者シーサケットへの挑戦権獲得に成功した。この試合でエストラーダは65,000ドル（約730万円）、クアドラスは62,500ドル（約700万円）のファイトマネーを稼いだ。
2018年2月24日、カリフォルニア州イングルウッドのザ・フォーラムで行われた「SUPER FLY2」で、WBC世界スーパーフライ級王者のシーサケット・ソー・ルンヴィサイに挑戦し、12回0-2（111-117、113-115、114-114）の判定負けを喫し、王座獲得および2階級制覇に失敗した。この試合でエストラーダは10万ドル（約1100万円）、シーサケットは25万ドル（約2700万円）のファイトマネーを稼いだ。
2019年4月26日、カリフォルニア州イングルウッドのザ・フォーラムにてWBC世界スーパーフライ級王者シーサケット・ソー・ルンヴィサイと再戦し、12回3-0(115-113×2、116-112)の判定勝ちを収め2階級制覇を果たした。この試合でエストラーダは20万ドル（約2100万円）、シーサケットは50万ドル（約5400万円）のファイトマネーを稼いだ。
2019年6月28日、所属するサンフェル・プロモーションズと共同プロモートの形でエディー・ハーンのマッチルーム・スポーツ・USAと契約を結んだ。
2020年10月23日　メキシコにてカルロス・クアドラスと対戦してダウンの応酬の末、11回TKO勝ちを収めた。
2021年3月13日、テキサス州ダラスでWBA世界スーパーフライ級スーパー王者ローマン・ゴンサレスと再戦し、接戦の末に判定勝ちを収め王座を統一した。WBAは大差（117-111）でエストラーダの勝ちと採点したことで批判が集まっていたベネズエラ出身でアメリカ在住の審判員、カルロス・スクアを一時資格停止処分とした（スクエは約1か月半後の5月1日の試合で審判員に復帰）。
2021年3月26日、エストラーダがWBCにフランチャイズ王者の認定を要求し、WBCは、理事会でこのエストラーダの要求を全会一致で承認し、エストラーダをフランチャイズ王者に認定した。また、WBCはローマン・ゴンサレスとのダイレクトリマッチも承認した。
2021年9月8日、ローマン・ゴンサレスとの第3戦目が10月16日に予定されていたが、ゴンサレスが新型コロナウイルスに感染したことが発表され試合が延期された。
2022年1月25日、ローマン・ゴンサレスとの第3戦目が3月5日に予定されていたが、今度はエストラーダが新型コロナウイルスに感染したことが発表され試合が中止になった。ゴンサレスはエストラーダとの第3戦目が予定されていた3月5日に代役のフリオ・セサール・マルティネスと対戦した。
2022年8月11日、エストラーダがWBA世界スーパーフライ級スーパー王座の返上を表明した（WBAの見解は剥奪）。
2022年9月3日、約1年6ヶ月ぶりに試合を行いメキシコ・ソノラ州エルモシージョでアルジ・コルテスと対戦し、12回判定勝ちを収めた。
2022年12月3日、アリゾナ州グレンデールのヒラ・リバー・アリーナでローマン・ゴンサレスとWBC世界スーパーフライ級王座決定戦として3度目の対戦を行い、12回判定勝ちを収め、王座返り咲きに成功した。
2024年6月29日、約1年6ヶ月ぶりに試合を行いアリゾナ州フェニックスのフットプリント・センターで、1階級下の元IBF・WBO世界フライ級王者のジェシー・ロドリゲスと対戦し、4回にダウンを奪われ、6回にダウンを奪い返すも、7回終盤に左ボディで再びダウンを奪われ7回3分KO負けを喫し、初防衛に失敗し王座から陥落、ロドリゲスの2階級制覇を許した。
2024年8月、エストラーダが試合契約に含まれていた再戦条項を行使した。しかし、その後エストラーダは考えを変えてバンタム級への転向を決めたため、ロドリゲスとの再戦が白紙となった。

### バンタム級
2025年6月14日、ソノラ州エルモシージョのCUMエルモシージョでバンタム級転向戦としてカリム・アルセと対戦し、10回3-0判定勝ちを収めた。

## 獲得タイトル
- WBCムンドヒスパノスーパーフライ級王座
- WBA世界フライ級スーパー王座（防衛5=返上）
- WBO世界フライ級王座（防衛5=返上）
- WBC世界スーパーフライ級シルバー王座
- WBC世界スーパーフライ級王座（防衛3=フランチャイズ王座認定）
- WBC世界スーパーフライ級フランチャイズ王座
- リングマガジン世界スーパーフライ級王座
- WBA世界スーパーフライ級スーパー王座（防衛0=剥奪）
- WBC世界スーパーフライ級王座（2期目：防衛0）